# Jucinara Thaís Soares Paz
Jucinara Thaís Soares Paz (Porto Alegre, 3 d'agost de 1993), simplement conegut com Jucinara, és una futbolista brasilera que juga de lateral esquerre al Flamengo de la Série A1.
Jucinara jugava al Corinthians fins que el 2017 fitxa per l'Atlètic de Madrid. Un any després fitxa pel València CF, equip que abandona pel Llevant Unió Esportiva el 2019.
El juny de 2022, signa pel Flamengo.